# ماکاد
ماکاد (به مجاری:  Makád) یک منطقهٔ مسکونی در مجارستان است که در ناحیه راتس‌کوه واقع شده‌است. ماکاد ۱٬۶۰۰ نفر جمعیت دارد.